# 高力忠弘
高力 忠弘（こうりき ただひろ）は、江戸時代前期の大身旗本。肥前国島原藩の世嗣。官位は従五位下・伊予守。

## 生涯
島原藩主・高力隆長の次男として誕生。母は永井尚政の娘。正室は永井尚征の娘。諱は初に常長とも。兄が1人おり、妹に阿野実藤室、木下利値室、弟に高力秀長。養子に高力清弥（きよみつ）。
寛文8年（1668年）に父・隆長が圧政を理由に改易され、父に連坐して庄内藩の酒井忠義に預けられ蟄居となった。忠弘の叔父、高力政房は3000石で出羽国へ転封される。延宝8年（1680年）9月20日に赦されて、天和3年（1683年）5月13日に召し出され5代将軍・徳川綱吉に拝謁、10月25日蔵米2000俵を賜り、旗本寄合席に列する。
貞享2年（1685年）、小姓組番頭となって1000石を加増され、蔵米を改め都合下総国の匝瑳郡と海上郡で3000石を領する大身旗本となり、甲府徳川家に仕えた。元禄元年（1688年）に大番頭となるが、元禄9年（1696年）に江戸南町奉行として有名な大岡忠相の従兄で輩下の大岡忠英と自邸で口論となり殺害された。